# Francisco Hernández Ramírez
Francisco Antonio Hernández Ramírez (San José, Costa Rica; 11 de julio de 1949-7 de enero de 2019) fue un futbolista costarricense que jugaba como delantero.
Sus padres fueron Víctor Hernández y Teresa Ramírez. Su hermano, Fernando "Príncipe" Hernández, también jugó en el mediocampo del Saprissa.

## Trayectoria
Jugó durante los años 60, 70 y 80 para Saprissa, ganando un total de trece títulos con ellos, incluidos los seis campeonatos de Primera División consecutivos ganados de 1972 a 1977. Se jubiló el 27 de noviembre de 1983.

## Selección nacional
Jugó 31 partidos con Costa Rica y marcó 5 goles. Los representó en dos partidos de clasificación para la Copa Mundial de la FIFA y también en los Juegos Olímpicos de Verano de 1980.

### Participaciones en Juegos Olímpicos
| Torneo                   | Sede  | Resultado     |
| ------------------------ | ----- | ------------- |
| Juegos Olímpicos de 1980 | Moscú | Primera ronda |

## Palmarés

### Títulos nacionales
| Título               | Equipo   | País       | Año  |
| -------------------- | -------- | ---------- | ---- |
| Primera División     | Saprissa | Costa Rica | 1967 |
| Primera División     | Saprissa | Costa Rica | 1968 |
| Primera División     | Saprissa | Costa Rica | 1969 |
| Torneo de Copa       | Saprissa | Costa Rica | 1970 |
| Primera División     | Saprissa | Costa Rica | 1972 |
| Torneo de Copa       | Saprissa | Costa Rica | 1972 |
| Primera División     | Saprissa | Costa Rica | 1973 |
| Primera División     | Saprissa | Costa Rica | 1974 |
| Primera División     | Saprissa | Costa Rica | 1975 |
| Campeón de Campeones | Saprissa | Costa Rica | 1976 |
| Primera División     | Saprissa | Costa Rica | 1976 |
| Primera División     | Saprissa | Costa Rica | 1977 |
| Primera División     | Saprissa | Costa Rica | 1982 |

### Títulos internacionales
| Título                                | Equipo (*) | País     | Año  |
| ------------------------------------- | ---------- | -------- | ---- |
| Campeonato de Naciones de la Concacaf | Costa Rica | San José | 1969 |
| Copa Fraternidad Centroamericana      | Saprissa   | San José | 1972 |
| Copa Fraternidad Centroamericana      | Saprissa   | San José | 1973 |
| Copa Fraternidad Centroamericana      | Saprissa   | San José | 1978 |
| Preolímpico de Concacaf               | Costa Rica | Varias   | 1980 |

(*) Incluyendo la selección.